# Branże opresyjne
Branże opresyjne – w teorii i praktyce public relations rozumiane jako gałęzie gospodarki, które kryzys wizerunkowy mają automatycznie wpisane w profil działalności. Podmioty funkcjonujące w ramach branż opresyjnych są w szczególny sposób narażone na doświadczenia sytuacji kryzysowych. 
Wśród branż opresyjnych dominują firmy publiczne, spożywcze, farmaceutyczne i telekomunikacyjne. Działanie w ramach wymienionych branż wymaga specyficznego podejścia. Przedsiębiorstwa funkcjonując w skali branż opresyjnych częściej muszą mierzyć się na przykład z oskarżeniami publicznymi, których źródłem jest Internet.
Głównymi cechami tych branż są:
- duża zależność podmiotów funkcjonujących w ich ramach od czynników makroekonomicznych,
- istotny wpływ na podmioty z branży fazy cyklu koniunkturalnego,
- specyfika produktu/usługi wyrażająca się w podatności na błędy lub/i potencjalne zarzuty ze strony klientów/konsumentów,
- duża elastyczność cenowa produktów oferowanych przez podmioty funkcjonujące w branży,
- prowadzenie działań promocyjnych w szeregu mediów, w tym w mediach drażliwych kryzysowo (media społecznościowe),
- potencjalnie duże zagrożenie wynikające ze stosowania produktu/usługi (sfera zdrowotna, ekologia),
- gwałtowny przebieg zmian w podmiotach należących do branż opresyjnych,
- permanentna obserwacja firm z branży przez otoczenie za pośrednictwem mediów.

## Branże opresyjne
Przykłady branż, w ramach których podmioty mierzą się ze zdecydowanie większym ryzykiem wystąpienia kryzysu wizerunkowego:
- sektor publiczny
- branża spożywcza
- branża farmaceutyczna
- branża telekomunikacyjna
- sektor medyczny / opieka zdrowotna
- bankowość / finanse
- górnictwo
- branża budowlana
- ubezpieczenia
- energetyka
- sektor paliwowy

Wymienione branże są wynikową badań przeprowadzonych między innymi w ramach Kongresu Public Relations, w roku 2018.